# Pascual Gamundi
Isidro Pascual Gamundi  (Maella, 15 de mayo de 1817-Biarritz, 15 de mayo de 1884) fue un general español. 
Combatió en las tres guerras carlistas en el bando legitimista, rechazando acogerse a cualquier indulto u oferta del gobierno liberal. Obtuvo en el Ejército carlista la Gran Cruz del Mérito Militar y la Cruz laureada de San Fernando y el rango de Mariscal de Campo.

## Biografía

### Primera guerra carlista
A los trece años abandonó la carrera eclesiástica y entró como voluntario en las fuerzas al mando del general Quílez. De acuerdo con la revista carlista El Estandarte Real, tomó parte en todas las acciones, y con su comportamiento y valor consiguió atraerse el cariño y confianza de sus jefes. A los cuatro años de campaña era ya capitán, entró con el general Cabañero en Zaragoza el día 5 de marzo, habiéndole tocado por suerte con su compañía tomar la Capitanía General.
Se ofreció voluntariamente á formar parte de la famosa expedición de Gómez, y finalmente llegó al Norte, tomando parte en varias acciones, y especialmente en la de Oriamendi contra los ingleses.
Cuando se trató del paso del Ebro, el pretendiente Carlos María Isidro le honró confiriéndole el encargo de llevar los documentos encaminados a este efecto, comisión que llevó a feliz término a pesar de las grandes dificultades que ofrecía, como, por ejemplo, cruzar las fuerzas enemigas y pasar el Ebro a nado con los documentos alados en la frente.
El general Cabrera le tomó a sus órdenes y le confirió el mando de los miñones. Participó al frente de su fuerza en las principales acciones de Aragón y del Maestrazgo, consiguiendo que sus hazañas fueran premiadas con varias condecoraciones y el empleo de teniente coronel. En la acción de Maella (llamada de Pardiñas), se distinguió de tal manera, que fue hecho coronel en el campo de batalla, y más tarde se le dio la Cruz laureada de San Fernando. Asistió a los tres sitios de Morella, cayendo prisionero en el último con sus demás compañeros que se quedaron, decididos a defenderae à outrance; pero una bomba enemiga cayó en el polvorín, y esa catástrofe, de la cual se salvó milagrosamente, y la falta de víveres, les obligó a capitular.
Conducidos a Zaragoza, fue reclamado por el Juzgado de Valderrobles, y lo tuvieron tres años en un calabozo, debajo del agua, con los grilletes a los pies y cubierto de miseria. Según El Estandarte Real, llegó a pedir por favor que le dieran garrote, puesto que prefería morir así a que lo mataran despacio. Finalmente le salió la condena de catorce años de presidio, y fue llevado a Zaragoza, logrando evadirse al año de hallarse en aquel penal.
Pasó a Francia, donde permanecería toda su vida pasando las duras penurias de la emigración.

### Segunda guerra carlista
El año 1848 entró nuevamente a las órdenes de Cabrera, que le nombró Comandante general del Bajo Aragón y luchó en la segunda guerra carlista. Hizo brillantes hechos de armas, entre otros el de coger toda una compañía de miñones que salía en su persecución, merced a una emboscada que les preparó; vistió sus soldados con los trajes de los prisioneros, y gracias a esta estratagema, cogió por sorpresa a 40 guardias civiles que estaban reconcentrados en Calamocha. Entró en Molina de Aragón, recibiendo una descarga cerrada que le hizo catorce agujeros en la levita.
Habiéndose retirado ya los demás comandantes generales de Aragón y Maestrazgo, no tuvo más remedio que pasar el Ebro y reunirse con la fuerza que tenía al general Cabrera. Antes de salir de Aragón tuvo una entrevista con el brigadier Willacampa, que le ofreció de orden de Isabel II que se le reconocería el empleo de brigadier, pudiendo servir en Cuba si tenía reparo en aceptarlo para España.
Fue de los últimos que se quedaron acompañando a Cabrera, y cuando cayó herido en las montanas de Cataluña, le salvó, llevándole más de dos horas al hombro, consiguiendo ponerlo en salvo en la frontera francesa.
Cuando formaron en España la Guardia Rural, fueron a Francia a ofrecerle la jefatura para Aragón, pero Gamundi rehusó nuevamente servir en el Ejército liberal.
Unos quince años más tarde, por efecto de una orden de extradición, le pusieron preso y le llevaron de cárcel en cárcel atado con cadena hasta Bayona, tratándole como a un criminal, pero no llegaron a ejecutarlo debido a la intervención de la emperatriz Eugenia y del general Elio.

### Tercera guerra carlista

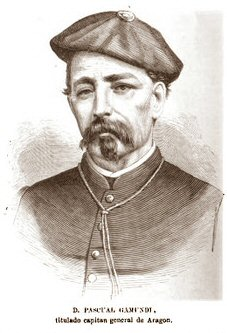
Pascual Gamundi retratado en La Ilustración Española y Americana en 1875, durante la tercera guerra carlista.

Estallada en 1872 la última campaña carlista, fue nombrado comandante general de Aragón, pero renunció al cargo a favor del general Cevallos. Tomó parte en varios combates al lado del general Dorregaray, y por fin formó y uniformó con dinero recogido extraoficialmente en Aragón, y que le fue remitido directamente, el batallón de Almogávares del Pilar.
Hizo con él una brillante campaña en el Alto Aragón, siendo sustituido después por el general Caracuel. Se encargó nuevamente de la fuerza, y asistió al sitio de Bilbao.
Por fin pudo marchar a Aragón y se hizo cargo de la fuerza que reorganizó con la ayuda del general Boet, que solicitó que Don Carlos le concediera. Formó seis batallones y seis escuadrones de caballería, cuatro de los cuales fueron tomados al enemigo. Tuvo varios fuegos, entre los más salientes el de Villafranca del Cid, donde cogió muchos prisioneros y toda la brigada, música y cureñas de los cañones, con sus correspondientes granadas.

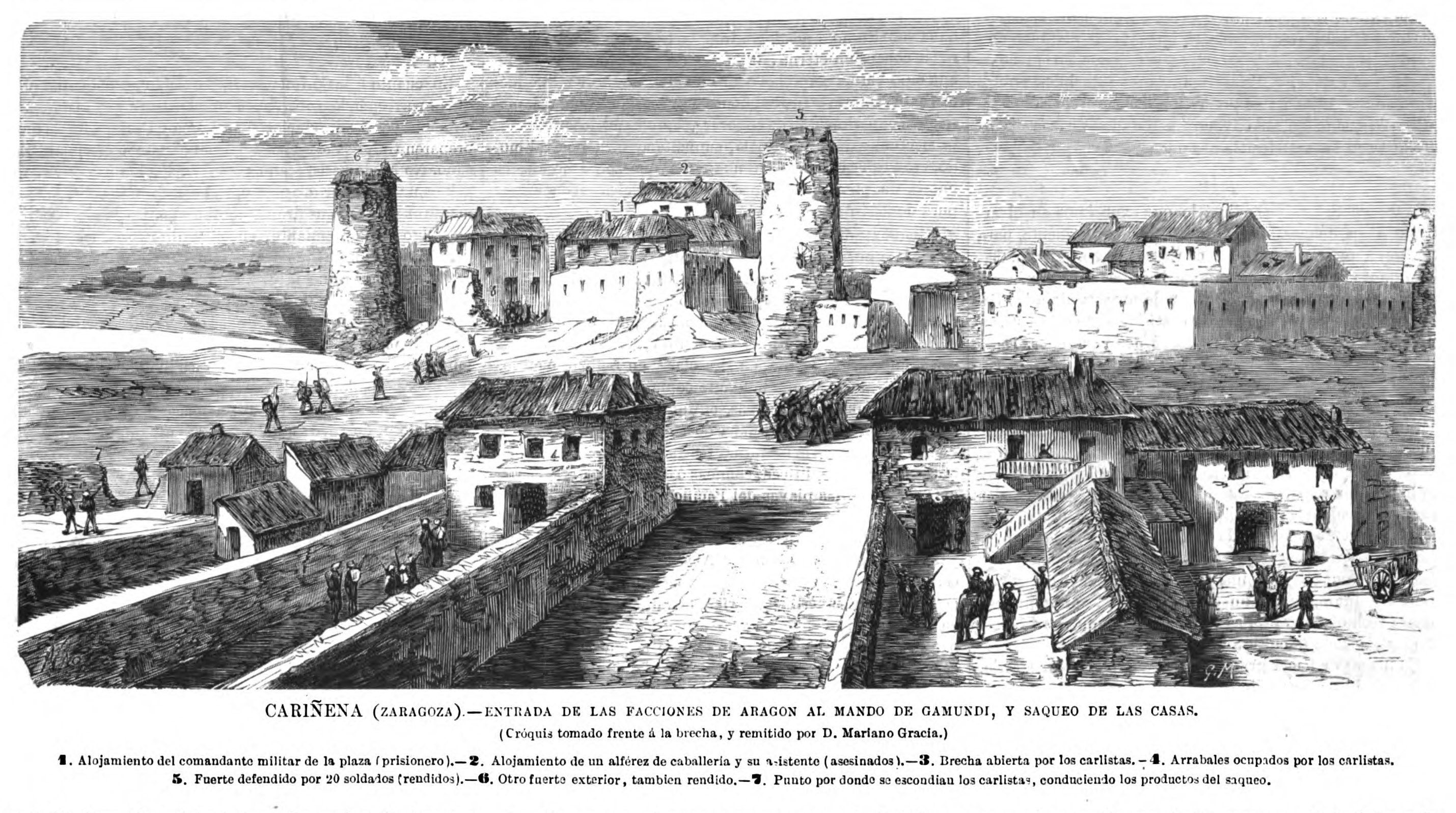
Entrada de tropas al mando de Gamundi en Cariñena y saqueo de las casas

Entró en Daroca, población fortificada, cogiendo 400 prisioneros con el jefe, coronel Sancho, y 200 caballos. Después entró en Cariñena, población fortificada también, cogiendo 300 prisioneros y 180 caballos.
Cuando Dorregaray, antes de abandonar el Centro, tuvo una consulta con los generales y jefes a sus órdenes, Gamundi fue uno de los que opinaban no abandonar el Centro, aconsejando fraccionarse y dedicarse a no dejar pasar las provisiones, seguro de que si se hacía así el enemigo no podría permanecer mucho tiempo; pero Álvarez, Adelantado y Oliver, opinaron de distinta manera, por lo que tuvo que abandonar la región, dejando sin apoyo la guarnición de Cantavieja que tras una heroica defensa tuvo que capitular.

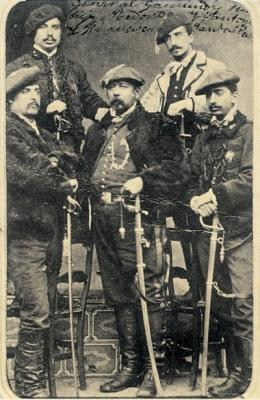
Gamundi con su Estado Mayor.

En Cataluña pasó los días más tristes de su vida, viendo que no podía procurarse ni siquiera pan para su fuerza. Llegó hasta tal punto en sus apuros, que no le fue posible conseguir de Savalls ración de pan para cuatro días, para ir con cuatro batallones en defensa de la Seo de Urgel; sólo pudo mandar a dos. Haciéndose cada día más insostenible la situación, Gamundi resolvió mandar a Boet para hablar con Don Carlos y ver lo más conveniente, puesto que él creía más factible la vuelta a Aragón que pasar al Norte. Pero Boet le dijo que sería mejor que fuera él, por ser más antiguo, y que el rey le haría más caso. Pasó la frontera, pero le cogieron, internándole en Orleans; y apenas llegado a dicho punto tuvo noticia de que Boet, faltando a lo pactado, intentando pasar al Norte, era arrollado hacia Francia con toda la fuerza.
Cuando Cabrera traicionó a los carlistas y reconoció a Alfonso XII, le ofreció cien mil duros para que se retirara a su casa, oferta que le fue ratificada por Antonio Candalija en nombre del gobierno, añadiendo que si dicha cantidad le parecía poco, que pidiera más. Rechazó la oferta mediante unas cartas que fueron publicadas en el boletín carlista de Guerra El Cuartel Real, muriendo años después en el exilio.